# Ultimate Spider-Man
Ultimate Spider-Man è una serie a fumetti pubblicata negli Stati Uniti d'America dalla Marvel Comics dal 2000, incentrata sul personaggio dell'Uomo Ragno dell'universo Ultimate. La collana, dopo il crossover Ultimatum, è ricominciata da capo con il titolo Ultimate Comics Spider-Man. Successivamente la serie è ripresa nel 2014 come Miles Morales: Ultimate Spider-Man (vol. 1).
La serie è esterna alla continuity dell'universo Marvel classico e ha generato un universo parallelo, lo Ultimate Marvel, con un protagonista con caratteristiche diverse da quello classico.

## Storia editoriale
La serie, Ultimate Spider-Man (vol. 1), è stata scritta da Brian Michael Bendis il quale è partito dalla originale storia di esordio dell'Uomo Ragno apparsa nell'agosto 1962 sulla rivista Amazing Fantasy in una saga di 150 pagine. Inizialmente è stata disegnata da Mark Bagley e poi Stuart Immonen. La serie viene interrotta col n. 133 per riavviarsi nel 2009, rinominata per l'occasione Ultimate Comics Spider-Man (vol. 1), disegnata da David Lafuente, che ha ripassato poi il testimone a Mark Bagley per la saga finale sulla morte di Spider-Man. Questa seconda serie si è interrotta a dicembre 2010 dopo quindici numeri ed è stata ripresa la prima serie, Ultimate Spider-Man (vol. 1), che ha proseguito la numerazione inglobandovi anche i numeri pubblicati nella seconda e completandosi con il n. 160.
Da dopo la storia "La morte di Spider-Man" la collana è ripresa da capo nel novembre 2011 con una nuova serie, Ultimate Spider-Man (vol. 2), incentrata su un nuovo protagonista e si è conclusa dopo 28 numeri nel 2013 al quale è seguita la miniserie Cataclysm nel 2014. La serie ha poi assunto una nuova intitolazione e nuova numerazione nel 2014, Miles Morales: Ultimate Spider-Man (vol. 1).
L'edizione in italiano è iniziata nel 2001, a cura dell'editore Panini Comics. I capitoli della prima numerazione (dall'1 al 133), fino all'evento Ultimatum, vengono raccolti originariamente in settantuno volumi, per poi ricominciare numerazione per i quindici numeri del primo rilancio ai quali seguirono quello dal 150 al 160.

## Trama

### Ultimate Origins
Quando Peter Parker era ancora in fasce, circa sedici anni prima del morso del ragno, Nick Fury era stato posto dal Presidente a capo della seconda generazione del "Progetto Rinascita", che aveva lo scopo di riprodurre la formula del supersoldato che il professor Erskine aveva sviluppato negli anni quaranta e che aveva trasformato prima Nick Fury e poi Steve Rogers; il gruppo di scienziati era composto da Franklin Storm, Richard Parker, Bruce Banner e Henry Pym. Il progetto sembrava però non portare ad alcun risultato anche avendo come punto di inizio il sangue potenziato di Fury, finché un giorno Banner si inietta un ritrovato e si trasforma per la prima volta in Hulk rischiando di uccidere Richard, sua moglie Mary e il neonato Peter, venuti in visita proprio quel giorno. Riusciti però a sopravvivere, Richard si ritirerà dal progetto. A causa di Hulk i coniugi Parker sembrano rimanere uccisi e Peter viene preso in custodia da Fury. In realtà i due Parker erano solo svenuti e leggermente feriti, ma non morti.

### Ultimate Spider-Man(Vol. 1)
Peter Parker è un ragazzo di sedici anni appassionato di scienze e studente molto dotato ma timido con difficili rapporti con i suoi coetanei. I suoi genitori sono morti in un incidente aereo durante un viaggio d'affari assieme ai coniugi Brock. Ora Peter vive nel Queens a New York, con gli zii materni Ben e May Parker. Durante una gita alle industrie Diamond, un ragno modificato geneticamente morde Peter corrompendone il sangue e facendogli acquisire la forza e l'agilità di un ragno oltreché riflessi pronti, un sesto senso che lo avverte dei pericoli e l'abilità di aderire alle superfici con mani e piedi. Inizialmente usa questi poteri per guadagnare qualcosa come lottatore di Wrestling.
Si comporta in maniera egoistica e altezzosa tanto che non interviene per bloccare un ladruncolo, sebbene fosse perfettamente in grado di farlo. Quello stesso giorno suo zio viene ucciso durante un furto. Peter, messosi alla ricerca del ladro, scopre che è lo stesso che aveva lasciato scappare. Nei giorni successivi gli ritorna in mente una massima di suo zio Ben, «da grandi poteri derivano grandi responsabilità». Inizia, così, la sua lotta contro il crimine. Peter trasforma la colla creata dal padre in un adesivo multifunzionale che usa nei suoi lancia-ragnatele da polso, che gli danno la possibilità di lanciare una sorta di liquido che diventa solido a contatto con l'aria. Da allora cerca di conciliare la scuola, la vita sociale di un normale ragazzo con la lotta al crimine, guadagnando nel frattempo soldi con un lavoro come web designer per il Daily Bugle. Norman Osborn, accortosi delle strane reazioni che la sua formula OZ ha avuto sul corpo del ragazzo, decide di replicare il successo dell'esperimento, iniettandosi il composto ma come risultato si trasforma in un enorme orco verde privo di controllo. Solo l'intervento congiunto di Peter e della polizia permettono di bloccare l'uomo, che scompare nelle acque. In seguito avvengono i suoi contatti con la malavita, prima attraverso Mr. Big e i suoi Enforcers e poi con lo stesso Kingpin, che attraverso l'intervento di Electro sconfigge Peter e ne scopre il volto ma non l'identità e lanciandolo giù dalla finestra del suo grattacielo. Spider-Man riesce però a salvarsi e decide di trafugare i video della sorveglianza in cui si vede Fisk uccidere Mr. Big. Il padrino di New York è costretto a lasciare la città per l'estero per evitare la cattura.
Peter si confida con l'amica d'infanzia Mary Jane Watson che dopo un iniziale shock si rivela entusiasta della cosa. Sfruttando l'occasione i due confessano i reciproci sentimenti e si mettono insieme. Nel frattempo il genetista Otto Octavius, che era rimasto coinvolto nell'esperimento di Osborn, si risveglia dal coma con le braccia metalliche usate nell'esperimento attaccate all'addome; in preda alla follia uccide tutti i dottori che lo attorniavano e fugge. In città arrivano Kraven, un avventuriero protagonista di uno strano reality show sulla caccia deciso a catturare Spider-Man e la nuova studentessa Gwen Stacy. Peter si ritrova ad affrontare Dr. Octupus e Kraven. Norman ritornò successivamente in pieno possesso dei suoi poteri minacciando Peter di uccidere i suoi cari se non diventerà un suo sottoposto; decide di rifiutare l'offerta di Goblin che decide di vendicarsi arrivando a lanciare Mary Jane giù dal ponte di Brooklyn, salvata all'ultimo da Spider-Man. L'intervento congiunto di Spider-Man e dello S.H.I.E.L.D. riesce a sconfiggere Norman.
A causa dei fatti avvenuti però Mary Jane obbliga Peter a prendere una pausa nel loro rapporto, dicendogli che benché lo ami non riesce a reggere il ritmo che la sua vita. Depresso per la separazione Peter viene a conoscenza della morte di George Stacy causata da un finto Spider-Man. Peter vendica la morte dell'uomo catturando il criminale, ma Gwen, non riesce ad accettarlo e giura vendetta contro Spider-Man.
In seguito, Peter viene a conoscenza tramite un suo amico d'infanzia, Eddie Brock, che i loro padri stavano lavorando insieme a una tuta organica nera, con l'intenzione di curare il cancro, attingendo alle risorse interne del corpo. Peter decide di rubarla per fare delle ricerche per conto suo, ma viene infettato da essa, ricoprendogli il corpo di un nuovo costume e nota che la tuta aumenta i suoi poteri e gli dona un potente fattore rigenerante, ma dopo poche ore sembra influenzarlo negativamente e cerca di inghiottirlo. Peter riesce a togliersela sfruttando delle scariche elettriche. Poco dopo rivela ad Eddie Brock la sua identità e quello che aveva fatto, quindi decide di distruggerla. Eddie finge di assecondarlo, ma appena Peter se ne va, si versa addosso un campione da lui tenuto da parte e si trasforma in Venom. Nello scontro che ne consegue Eddie viene fulminato e il costume scompare nel nulla. Nei giorni successivi Peter si rimette insieme a Mary Jane e viene a contatto con la Forza di Pace degli X-Men, i quali scoprono la sua identità.

#### Saga del clone
Dopo la scuola Mary Jane invita Peter ad andare con lei a rilassarsi un po' al centro commerciale, nella chiacchierata che ne segue entrambi confessano i loro rispettivi fallimenti sentimentali; improvvisamente un criminale che si fa chiamare Scorpione scatena il panico nel centro commerciale. Peter è costretto ad intervenire in costume, non prima di aver intimato a Mary Jane di mettersi al riparo e, una volta messo al tappeto il folle criminale, scopre che è identico a lui. Mary Jane tornata a casa, viene rapita da un uomo misterioso.
Non sapendo cosa fare, Peter porta lo Scorpione dai Fantastici Quattro, che attraverso delle analisi mediche confermano che lo Scorpione è un clone di Peter, che si è smascherato per evidenziare il problema, con una corrispondenza del 94%. Sconvolto, ma rassicurato sulla non partecipazione di Nick Fury nella faccenda, Peter torna a casa e scopre che MJ è scomparsa: andandola a cercare incontra una donna misteriosa con i suoi stessi poteri. Pensando che lei abbia rapito la ragazza l'attacca, ma viene sconfitto e sviene. Risvegliatosi, decide di cercare presso la sua vecchia abitazione ed incontra con sua grande sorpresa una rediviva Gwen Stacy. Intanto, Mary Jane riprende conoscenza in una cupola di vetro in una centrale della Oscorp ormai abbandonata e scopre che a rapirla è stato un Peter sfigurato, intenzionato a iniettarle l'OZ affinché possa proteggersi da sola.
Mentre Peter si trova con Gwen, confusa e spaventata quanto lui, May li scopre e Peter non sapendo che fare le confessa ogni cosa. In uno scatto d'ira per essere stata messa all'oscuro, May intima al nipote di andarsene, quando all'improvviso appare Richard Parker, che confessa di non essere mai partito quel giorno e di essersi così salvato e di essere stato successivamente ingaggiato dalla F.B.I. per proseguire i suoi studi.
Durante la spiegazione, Nick Fury, a capo di uno squadrone dello S.H.I.E.L.D., intima a tutti di uscire a mani scoperte: il generale è venuto infatti a conoscenza di ciò che stava accadendo ed è prontamente intervenuto. Le minacce mettono nel panico Gwen che si trasforma nel mostruoso Carnage, causando a May un attacco cardiaco.
Nel caos che ne segue i Fantastici Quattro riescono a portare May in ospedale e a bloccare Gwen, mentre Peter riesce a sfuggire alla cattura grazie a quello che è il suo clone femminile, Jessica Drew, che gli racconta di come un'unità governativa abbia data vita a lei e ad altri suoi simili. I due decidono di ritrovare Mary Jane e pensano che un posto dove possa essere sia la Oscorp. Trovano il clone sfigurato e un altro clone dai tratti più ragneschi, che aveva cercato di salvare MJ, alle prese con un enorme essere vermiglio, il quale vedendo Peter si placa ritornando a essere la rossa Watson.
Rintracciati da Fury e consegnata Mary ai FQ affinché la curino, Peter e i suoi cloni scoprono finalmente chi è stato a formare tutto questo delirio, Otto Octavius, capo dell'ennesimo progetto del super soldato sponsorizzato dalla F.B.I. L'uomo afferma inoltre che il suo redivivo padre non è altro che un clone sottoposto a un invecchiamento progressivo. In preda alla rabbia, Peter accetta di seguire Fury, a patto che lo lascino da solo con Octavius. Durante lo scontro perisce il clone ragnesco, mentre quello sfigurato era già stato neutralizzato in precedenza, e vengono scoperti i poteri di manipolazione dei metalli di Octopus.
Dopo la sconfitta del dottore, Peter riesce a eludere ancora una volta Fury e ad andare prima da Mary Jane, poi da sua zia all'ospedale, scoprendo che entrambe stanno bene e sono fuori pericolo. Susan Storm riferisce a Peter della morte del clone "Richard", deceduto per la vecchiaia causata dall'invecchiamento forzato, e lui le risponde che già lo sapeva.
Mentre Peter veglia su May, viene raggiunto da Nick Fury, il quale gli chiarisce la sua situazione e gli spiega che cosa era davvero successo quella notte. Aveva programmato delle macchine apposta per la sua cattura, pensando che dopo tutto quello che aveva dovuto passare si sarebbe trasformato in un nuovo super criminale, invece si è dovuto ricredere, affermando al contrario che stava per nascere qualcosa di grandioso. In quel momento zia May si risveglia e si riappacifica con il nipote. Il mattino seguente, Peter si incontra con Mary Jane e, chiariti i loro sentimenti, i due si rimettono insieme.

### Blockbuster
In più di un'occasione Peter collabora con il professor Xavier e i suoi X-Men. In questa saga, pubblicata su Ultimate X-Men, Peter di ritorno a casa trova Wolverine ferito nel suo scantinato che gli chiede di tenerlo nascosto per una notte e gli spiega che probabilmente era stato vittima di uomini del governo. Peter decide di dargli una mano. Successivamente si scopre che i militari sono tutti ex agenti di Arma X, congedati dopo la chiusura del progetto, assoldati da qualcuno affinché catturassero Wolverine. Una parte dei militari viene poi eliminata da Jean Grey a causa della loro entrata nella zona di Westchester mentre l'altra, scoperta, viene eliminata dal capo-gruppo che si suicida prima che i mutanti o gli agenti S.H.I.E.L.D. possano fare qualcosa per impedirlo. Il mistero sulle origini di Logan resta tale con sua profonda rabbia e frustrazione.

### Ultimate Six
In questa saga, comparsa sulle pagine di Ultimates, alcuni dei nemici di Spidey, Ultimate Goblin, il Dottor Octopus, Kraven, Electro e l'Uomo Sabbia evadono da una prigione dello S.H.I.E.L.D., grazie a Otto Octavius. Peter Parker viene prelevato dalla sua scuola e portato al Triskelion mentre agenti S.H.I.E.L.D. tengono d'occhio zia May e Mary Jane.
Nel tentativo di bloccare le minacce di ricatto di Osborn, attraverso la diffusione del video sulla cattura di Kraven, Fury assalta la rete TV del russo che si rivela una trappola. Infatti, contemporaneamente Octopus fa partire un attacco informatico verso il Triskelion e non appena le difese si annullano gli altri quattro invadono la base spargendo distruzione e morte. Dopo l'assalto ci si accorge della mancanza di Peter, rapito dal gruppo. Norman Osborn rivela finalmente i suoi piani durante il colloquio con Peter: pensa che questi sia il sesto membro del gruppo, figlio suo e di Octopus, il prodotto finale del siero Oz. Cerca quindi di convincerlo a passare dalla loro parte, minacciando anche la vita di Zia May ed infine lo conducono alla Casa Bianca, per un attacco al Presidente.
L'assalto vede i Sei scontrarsi con le forze degli Ultimates e dello S.H.I.E.L.D.: dopo un'iniziale ritrosià alla lotta, l'Uomo Ragno reagisce attaccando Capitan America solo dopo esser stato nuovamente minacciato. Nello scontro tra lui e Cap, Peter scopre che le minacce di Osborn erano false, poiché May si trova sotto protezione dello S.H.I.E.L.D. e reagisce, pieno di rabbia, attaccando Osborn. Nel culmine della battaglia arriva Harry Osborn che chiede al padre di fermarsi: proprio mentre questo si stava trasformando in uomo, Iron Man spara un colpo e Goblin reagisce con violenza scatenando una nuova gragnola di colpi da parte di tutta la squadra, venendo tramortito. Intanto, il resto dei Sei viene sconfitto dagli Ultimates: Electro, dopo un duro scontro, viene fermato da Thor; Wasp entra nel corpo del Dottor Octopus e riesce a fargli perdere i sensi; l'Uomo Sabbia viene bloccato da Iron Man. Di fronte alla disfatta di suo padre, Harry giura di vendicarsi.
La situazione è completamente risolta: Peter viene riconsegnato a sua zia May, le braccia del Dottor Octopus vengono portate via, Electro, Kraven e l'Uomo Sabbia vengono rinchiusi nel Triskelion, mentre Norman Osborn viene ibernato e tenuto sotto stretta sorveglianza.

### Potere Supremo
Vedendo che i Fantastici Quattro sono sotto l'attacco di un gruppo di superesseri terribilmente potenti, l'Uomo Ragno, trovandosi a svolazzare da quelle parti in compagnia di Shadowcat, li aiuta a combattere gli assalitori. Durante la battaglia vengono contattati anche gli Ultimates e gli X-Men, creando così un sostanziale equilibrio tra le due squadre.
All'improvviso gli assalitori sembrano essere ritornati in piena coscienza di sé e bloccando lo scontro fanno una dichiarazione sconcertante: vogliono arrestare Reed Richards, il leader dei Fantastici Quattro per crimini contro l'Umanità.
Il gruppo di sconosciuti si presenta come lo Squadrone Supremo, ovvero la Task Force di superesseri degli U.S.A. proveniente da un universo parallelo, devastato da spore emerse da una sonda lanciata da Reed per studiare quella dimensione; purtroppo le spore hanno causato innumerevoli danni alla Terra alternativa e ucciso diverse decine di migliaia di persone. Nonostante le resistenze da parte dei suoi amici, Mister Fantastic decide di seguirli.
Gli eroi della Terra però non vogliono arrendersi e decidono di trovare un modo per poter seguire Mr. Fantastic. Peter Parker nel mezzo della discussione propone di usare il Mjolnir di Thor per creare un varco e collegarsi all'altro universo.
In seguito, l'Uomo Ragno combatte insieme agli Ultimates sulla terra dello Squadrone fino all'arresto di Nick Fury, riconosciuto come vero responsabile dei danni che hanno causato distruzione in quella dimensione.

### Ultimatum
Quando Magneto scatena l'onda anomala contro New York, Peter è uno degli eroi che si trova direttamente coinvolto nella catastrofe.
Direttosi con i suoi amici verso il centro cittadino in metro, e vedendo con i suoi stessi occhi la distruzione perpetrata da Magneto, Spider-Man decide di intervenire per salvare più persone possibili. Durante uno di questi salvataggi, J.Jonah Jameson lo vede dall'interno del Daily Bugle (che si trova sott'acqua ormai) e capisce che è un vero eroe.
Durante il suo cammino incontra Hulk, stranamente calmo e privo di rabbia, capitato anche lui in mezzo al caos che pervade la città. L'Uomo Ragno riesce a convincerlo ad aiutare a mettere in salvo più superstiti possibili e nel loro tentativo di soccorso si imbattono in un'ennesima tragedia: con grande dolore di Peter, sotto un cumulo di macerie scoprono il corpo senza vita di Devil. In quello stesso frangente, il gigante verde si calma definitivamente e ritorna ad essere Bruce Banner; vedendo New York distrutta, lo scienziato pensa di aver causato la catastrofe e, preso da uno scatto d'ira contro se stesso, si ritrasforma in Hulk e pieno di rabbia attacca Peter, non riconoscendolo più.
Inseguito dal mostro, l'Uomo Ragno giunge presso l'abitazione del Dottor Strange, trovandola distrutta e infestata da entità spiritiche. La barriera posta a loro protezione si è distrutta e ora i demoni circolano liberi per la città.
A peggiorare ulteriormente la situazione si presenta uno dei più potenti demoni esorcizzati da Strange, il dio degli incubi, il temibile avversario proveniente dalla dimensione onirica, già in precedenza affrontato da Peter e Strange. È più che deciso a ottenere un corpo per potersi impadronire della dimensione terrena e per questo decide di attaccare Spider-Man e Hulk facendo apparire i loro peggiori incubi: i nemici più agguerriti del giovane eroe e le persone uccise dal gigante verde. In tal modo l'essere acquista sempre più potere fino ad assumere una forma precisa.
All'improvviso Hulk gli si avventa contro distruggendo il suo nuovo corpo; riconoscendo in lui un temibile pericolo, l'essere si dà alla fuga rifugiandosi dentro la bolla di contenimento da cui era fuoriuscito. Hulk la colpisce ed essa provoca un'esplosione di energia mistica violacea che si estende per chilometri verso il cielo.
Intanto Kitty e Jessica Drew, intervenute anche loro in soccorso dei civili, si sono unite per cercare di trovare Peter e riportarlo dai suoi cari. Incuriositi dalla colonna violacea si dirigono nella sua direzione e nella frenesia delle ricerche trovano la maschera dell'Uomo Ragno; in preda al panico provano a chiamarlo ma non ricevono risposta. Kitty non può far altro che tornare a Forest Hill e consegnare la maschera a Zia May e a Mary Jane che pensando al peggio piangono l'eroe disperso.
Successivamente alla sconfitta di Magneto, J.Jonah Jameson fa ritorno a ciò che resta della sua redazione e scrive un elogio funebre in onore dell'Uomo Ragno, dato per morto, ricordando tutto ciò che ha compiuto per la comunità, ammettendo di averlo condannato e perseguitato ingiustamente, arrivando a considerarlo uno dei più grandi eroi che l'America abbia mai avuto. Durante le operazioni di recupero portate avanti dagli Ultimates, Capitan America e Iron Man, trovano il corpo inerme ma vivo di Peter sotto le macerie di un edificio.

### Ultimate Comics: Spider-Man
Sei mesi dopo il crossover Ultimatum la vita di Peter Parker è completamente cambiata. Dopo la distruzione del Daily Bugle, Peter ha un nuovo lavoro in un Fast Food. Inspiegabilmente, Peter e Mary Jane si sono lasciati, lei si è tagliata i capelli e lavora come giornalista della scuola mentre lui ha iniziato a stare con Gwen Stacy, anche se Kitty Pride è ancora innamorata di lui. In città Spider-Man viene acclamato come un vero eroe, dopo le dichiarazioni di J.Jonah Jameson e c'è in giro un nuovo vigilante, che sembra la versione Ultimate di Sudario (Shroud). Mysterio uccide Kingpin ed è intenzionato a diventare il capo della malavita di New York. Inoltre, una sera Johnny Storm si presenta a casa di Peter chiedendogli ospitalità ma quando cerca di spiegarsi sviene per la stanchezza. Dopo essersi svegliato, Johnny contatta la sorella e dopo aver parlato con May, la zia di Peter decide di adottare la Torcia Umana. In seguito, Spider-Man affronta Mysterio riuscendo a sconfiggerlo solo grazie all'intervento di Shroud, che in realtà è Kitty Pride travestita. Poco dopo, Peter viene a sapere che Zia May ha adottato anche Bobby Drake, l'ex-Uomo Ghiaccio degli ormai disciolti X-Men, perché i suoi genitori lo hanno cacciato di casa per via della sua natura mutante. Bobby e Johnny iniziano a frequentare la scuola di Peter, cambiando il loro cognome in Parker, fingendosi suoi cugini.

#### La Trilogia del Nemico
La vita di Peter viene sconvolta dall'attacco portato da una misteriosa entità aliena che vuole purgare la terra da ciò che la società attuale ha provocato. Oltre a lui sono state vittime di attacchi anche Reed Richards, il Baxter Building, una filiale della Roxxon, Nick Fury e Jessica Drew.
Dopo vari disastri si viene a scoprire che la mente dietro a tutto questo è proprio il giovane Richards, che prende il posto del dottor Destino. Gli eroi Ultimate lo sconfiggono nella zona Negativa, e rimane sospeso nello spazio. Jessica Drew diventa un agente dello S.H.I.E.L.D. e Susan Storm chiede a Benjamin Grimm di sposarla.

#### La Morte di Spider-Man
Norman Osborn è sopravvissuto. Dopo mesi di stato comatoso si è risvegliato ed è riuscito a fuggire dal carcere dello S.H.I.E.L.D., per di più in un momento in cui l'agenzia governativa sta vivendo un momento di crisi, portando con sé i suoi compagni di prigionia, Otto Octavius, Kraven, Electro, l'Uomo Sabbia e l'Avvoltoio.
Rifugiatisi in un lussuoso appartamento del centro, fortunatamente vuoto, i sei fuggitivi vengono a conoscenza che le forze dello S.H.I.E.L.D. si trovano in una situazione di stallo, a causa di alcuni dissidi interni; capiscono che è la loro occasione di poter fuggire senza che nessuno possa impedirglielo ma al contrario Goblin propone un'alternativa: vendicarsi una volta per tutte di Spider-Man. Nessuno sembra avere niente in contrario, a parte il Dottor Octopus.
Octavius ringrazia Osborn per averlo aiutato a evadere, ma afferma anche di volere iniziare una nuova vita, e propone a lui di fare lo stesso. Per tutta risposta Goblin lo scaraventa fuori dal palazzo per poi ucciderlo in strada. In seguito i cinque fuggitivi si dirigono dal Riparatore, il progettista dell'attrezzatura dell'Avvoltoio che, sotto minaccia, li rifornisce di armi.
Intanto Peter, che aveva seguito di nascosto Steve Rogers per vedere se poteva dare una mano a risolvere la crisi che vedeva uno scontro tra forze amiche, viene avvertito da Mary Jane della fuga di Osborn e dei suoi. La ragazza gli dice che si metteranno sulle sue tracce per ucciderlo. Peter sempre sotto consiglio della sua ragazza decide di avvertire Gwen e sua zia May per metterle in salvo da possibili ripercussioni dei suoi nemici.
Una volta certo che le due donne sono partite e al sicuro, Peter riceve un'altra chiamata da MJ che lo avvisa dell'omicidio del Dottor Octupus per mano di Goblin. Peter si mette sulle loro tracce e trova il luogo del uccisione e anche il rifugio dei criminali anche se abbandonato. Da lì riparte e si ritrova presso il ponte di Queensborough luogo dello scontro tra le due fazioni dello S.H.I.E.L.D., dove scopre il Punitore pronto a sparare su Rogers. Non riuscendo a colpire il cecchino con una delle sue ragnatele, si getta come scudo umano sul Capitano prendendosi il proiettile al posto suo. La ferita è brutta e molto sanguinosa e prima che Cap. lo possa portare in ospedale, War Machine interviene in aiuto di Fury che stava per essere catturato e nel farlo distrugge parte del ponte. Peter al contrario di altri riesce ad aggrapparsi e a rimanere sul ponte.
Peter si risveglia sdraiato sul ponte fa appello a tutte le sue forze ma è ancora sul punto di perdere i sensi. Alla fine riesce ad alzarsi e a fasciarsi la ferita con la ragnatela bloccando l'emorragia. Decide di andare in ospedale, non dando importanza al fatto che poi tutto il mondo verrebbe a scoprire la sua vera identità. Ma proprio in quel momento vede i suoi nemici dirigersi verso il Queens. E a quel punto sa di non avere altra scelta.
Giunti di fronte a casa di Peter, i cinque pericolosi criminali si ritrovano di fronte Johnny Storm e Bobby Drake, che aveva fatto ritorno a casa solo allora ed erano ignari di tutto quello che stava accadendo. Lo scontro è inevitabile e il primo a cadere è proprio il Goblin. I due supereroi però si ritrovano soverchiati dai poteri elementari loro contrari dell'Uomo Sabbia e di Electro. Alla fine Spider-Man riesce a raggiungere il Queens e a sostituire i tramortiti amici nello scontro. Nonostante il dolore, la fatica e le forze che sempre più si fanno deboli Peter riesce a tenere testa ai quattro criminali.
Al culmine dello scontro, Electro si impone sui suoi compagni e decide che il colpo finale spetta a lui. Prima che possa agire, però, viene colpito al petto da un proiettile che produce una scarica che travolge anche i suoi compagni. Lo sparo proveniva dalla pistola di zia May accorsa non appena aveva sentito alla radio di quello che stava accadendo.
Zia e nipote si ritrovano ma la pace viene subito interrotta in quanto Goblin, ripresosi dai colpi subiti, si scaglia contro Peter. Messe in salvo sua zia e Gwen, Peter cerca l'aiuto di Johnny che non appena riprende coscienza affronta con grande coraggio Osborn scagliandogli contro tutto il suo potere, ma inutilmente: i poteri di Goblin si basano sul fuoco e le fiamme della Torcia vengono così assorbite privando di forza il giovane Storm.
Peter, nonostante tutto, decide di provare a bloccare il mostro e lo scontro ricomincia, ma il Goblin viene improvvisamente investito da un camion, alla cui guida c'è Mary Jane, che allo stesso modo di May non poteva certo restare a guardare senza fare niente. Ma Goblin è stato solo fermato e, messa in salvo Mary, a quel punto Spider-Man sfrutta le lamiere del camion per colpire Osborn ripetutamente, ma una nuova esplosione divampa prendendo in pieno il ragazzo e scagliandolo indietro.
Passano alcuni istanti: Peter si ritrova disteso sul prato mentre il corpo di Osborn è bloccato sotto le macerie infuocate. Mary Jane e Johnny accorrono e per primi si rendono conto che potrebbe non farcela: la ragazza invoca inutilmente un'ambulanza e un dottore. Arrivano anche Gwen e May, che si avvicina al nipote disperata dicendogli di farsi forza, che ce la farà. Ma Peter sorride, e prima di esalare l'ultimo respiro, afferma che è tutto a posto, di essere contento di aver salvato almeno lei, non essendo stato in grado in passato di salvare suo zio Ben; mentre i suoi cari piangono la morte del giovane eroe, le labbra del Goblin, bloccato sotto le macerie, si piegano in un ultimo sogghigno, soddisfatto di essere riuscito ad uccidere la sua nemesi.

### Ultimate Fallout
Nei giorni successivi la morte di Peter, ogni persona che lo ha conosciuto, ma anche l'intera comunità, vive il lutto in modo diverso, reagendo (come Jameson e Mary Jane), sfogandosi (come Johnny e Kitty) o colpevolizzandosi dell'accaduto (come Gwen).
Il funerale, delle cui spese si occupa Tony Stark in persona, avviene nella cattedrale di New York e all'inizio della funzione May, accompagnata da Gwen riceve prima i ringraziamenti di una bambina, una delle tante che Peter aveva contribuito ad aiutare in passato, e poi le condoglianze di Steve Rogers che le confessa di aver avuto una parte, seppur indirettamente, nella morte di Peter. May in risposta gli dice che suo nipote ammirava tutti loro e che voleva diventare come loro, ma che non lo hanno preso sul serio, e tira uno schiaffo in viso a Cap.
In preda allo sgomento May si dirige verso l'uscita e ha un mancamento di fronte all'ingente folla radunatasi di fronte alla chiesa. Jameson, anche lui presente, la invita a rientrare, dicendole che altrimenti lo avrebbe rimpianto per tutta la vita.
Durante la funzione Kitty però non resiste e se ne va, dando mentalmente a tutti degli ipocriti, poiché hanno sempre cercato di fargli del male, arrestarlo, aizzargli contro l'odio delle folle, e ora con la sua morte cercano di trarne una specie di spettacolo. Poco dopo incontra Bobby e Johnny, anche loro distrutti e preoccupati di quello che accadrà dopo, perché non avevano un posto dove andare e non potevano mettere in pericolo May che li aveva accolti; Kitty però è a conoscenza di un posto, l'ex-rifugio dei Morlock, dove avrebbero potuto decidere con calma del loro futuro, usando quel luogo come base.
Una settimana dopo il funerale, casa Parker è ancora sotto l'assalto di giornalisti e troupe televisive; May e Gwen, che per cercare di non farsi riconoscere si è tinta di nero e tagliata i capelli a caschetto, decidono di accettare l'offerta di Tony Stark e di trasferirsi nella sua villa sulla Costa Azzurra in Francia, per cercare pace e tranquillità, per maturare il lutto e ritrovare un punto di inizio lontano dal martellamento dei media.
Lo stesso giorno Fury fa visita a Mary Jane dovendole dire una cosa importante, dato che già in precedenza si era avventurata sui luoghi degli ultimi scontri di Spider-Man per trovare le prove che dimostrassero come in realtà tutto quello che era accaduto non fosse stato un mero incidente casuale, ma un insieme di elementi che hanno portato alla sua morte.
Fury le dice che voleva bene a Peter e che aveva conosciuto i suoi genitori; dopo la loro morte voleva rendere onore alla loro memoria e sapendo ciò che Peter era diventato, poteva farlo, occupandosi di lui, insegnandogli ciò che sapeva, facendo maturare le grandi qualità e capacità che già così giovane dimostrava di avere. Lo avrebbe aiutato a diventare ciò che era destinato ad essere, ma avrebbe dovuto rallentare il percorso, i tempi della sua crescita. Fury dice infine a Mary, versando una lacrima di dolore, che se stava cercando qualcuno da accusare per la morte di Peter, e voleva puntare il dito contro di lui, faceva benissimo poiché aveva assolutamente ragione.
Mentre avvengono tali fatti per le strade di New York City si aggira qualcuno che ha deciso di vestire i panni che furono di Peter e di portare avanti al suo posto la crociata contro il crimine per le strade della città: un nuovo Spider-Man ha fatto la sua comparsa.

### Ultimate Spider-Man(Vol. 2)
Miles Morales è un ragazzo afro-americano di origini portoricane che vive a New York.
Un giorno Miles si reca da suo zio Aaron, ignorando il fatto che sia un ladro che compie i suoi furti con un'attrezzatura speciale, per avvisarlo di essere stato preso in una scuola esclusiva; in quell'occasione viene punto da un grosso ragno fuoriuscito da una sacca di Aaron che conteneva il bottino ricavato da un colpo effettuato alla vecchia sede della Oscorp.
Il ragazzo collassa al suolo. Al suo risveglio scopre di poter fare cose incredibili come diventare invisibile ed emettere scariche paralizzanti dalle mani, abilità che possiedono molti ragni, oltre a saper aderire alle pareti con le mani e i piedi. Il ragno che lo ha punto era uno della seconda generazione di ragni geneticamente modificati di Osborn: ora Miles è il nuovo Spider-Man.
Come il suo predecessore anche il nuovo Spider-Man verrà "addestrato" in un certo qual modo dagli Ultimates ed entrerà da subito nel vivo della battaglia, sempre continuando gli studi al college e camuffando la propria identità segreta. Il nuovo costume in stile "black" che indossa il giovane è un dono di Fury.

### Miles Morales: Ultimate Spider-Man
Un anno dopo che Miles è diventato il nuovo Spider-Man, si scoprirà che Peter Parker è misteriosamente ancora vivo. Miles verrà lasciato da Katie, la sua ragazza dopo avergli rivelato la sua identità segreta. Durante una lotta con Green Goblin, quest'ultimo rivela a Miles che è lui il suo genitore biologico. Dopo che i due Spider-Men riescono a metterlo K.O., per accertarsi che non si riprenda, dato lo straordinario livello di potere che possiede, gli sparano e gli danno fuoco. Fuggiti dal luogo dell'incidente, Peter Parker dà i lancia-ragnatele a Miles e gli dice che da quel momento sara lui l'unico Spider-Man mentre lui sarebbe stato occupato a cercare la verità del suo risveglio in un laboratorio e dell'assenza del suo corpo nella tomba. Il padre di Miles ritornerà dicendo a Miles che in passato aveva fatto parte dello SHIELD e di non averglielo detto per tenerlo al sicuro.
Miles decide di andare da Katie e di risolvere le cose con lei. Dopo essere andato a casa di quest'ultima, incontrerà il padre di Katie che dopo avergli chiesto come ha ottenuto i suoi poteri, lo rapisce. Miles verrà portato nella base dell'Hydra dove incontrerà Katie che si scusa con lui per non avergli detto la verità sui suoi genitori. Cercando di scappare, Miles verrà fermato subito dal Dottor Doom. Miles riuscirà a scappare con suo padre e Ganke dalla base del Hydra. Uscito dalla base scoprirà che la Terra-616, l'Universo Marvel originale, e la sua (Terra 1610) stanno per scontrarsi, distruggendosi a vicenda. L'unico modo per sopravvivere è distruggere una delle due. Le due terre danno inizio alla Secret Wars. Solo alcuni supereroi della Terra 616 si salvano tra cui i Fantastici Quattro, Spider-Man, Pantera Nera. La nave con cui stavano per lasciare la Terra si spacca a metà a causa della gravità delle due Terre che causano dei forti fulmini. Reed, Pantera Nera e altri sopravvivono mentre Sue, Valeria, Franklin, Ben muoiono, almeno apparentemente. I sopravvissuti riescono a lasciare la terra vedendo da lontano la loro vita essere distrutta. Subito dopo una nuova terra si ricrea. Questa Terra si chiama Battleworld ed è un pianeta composto dalle Terre rimaste integre. Nessuno degli abitanti di Battleworld ricorda cosa è successo durante la distruzione delle due Terre. È stato Doom a salvare tutti e adesso è il dio di questo mondo. Sue, Valeria e Franklin non ricordano niente di quello che è successo. Il dottor Strange è l'unico che non ha lasciato la Terra e che ricorda gli avvenimenti accaduti. È diventato anche il braccio destro di Doom. Tre anni dopo il disastro, Strange trovò una navicella, non sapendo che dentro c'erano i Vendicatori. Decise di non aprirla. Due navicelle sono sopravvissute: quella di Thanos e quella di Reed. Quando Strange scopre che nella navicella di Thanos c'è Miles Morales ancora vivo decide di aprire anche l'altra navicella. I Vendicatori sono ancora vivi ma pensano che sia passata solo un'ora dal disastro mentre in realtà sono trascorsi otto anni.

## Altri media

### Cinema
Nel luglio 2012 è uscito nelle sale cinematografiche The Amazing Spider-Man, diretto da Marc Webb e sceneggiato da James Vanderbilt, che si è basato molto, seppur non esclusivamente, sui fumetti Ultimate.

### Televisione
- Ultimate Spider-Man (2012).

### Videogiochi
- Ultimate Spider-Man (2005)
- Spider-Man: Battle for New York
- Spider-Man: Shattered Dimensions
- Marvel's Spider-Man